# Rikard Greenfort
Rikard Greenfort (* 7. Februar 1923; † 31. März 2013) war ein dänischer Langstreckenläufer.
Bei den Leichtathletik-Europameisterschaften 1946 in Oslo wurde er Siebter über 5000 m.
Dreimal wurde er Dänischer Meister über 5000 m (1946–1948), viermal über 10.000 m (1947, 1948, 1950, 1951), zweimal über 3000 m Hindernis (1947, 1949) und einmal im Crosslauf (1949).

## Persönliche Bestzeiten
- 5000 m: 14:40,4 min, 21. August 1948, Kopenhagen
- 10.000 m: 30:59,4 min, 1952
- 3000 m Hindernis: 9:30,4 min, 1947